# Alberto Rivadeneira Luque
Alberto Rivadeneira Luque (Tunja,  s. XX-?) fue un empresario, latifundista y político colombiano de ascendencia española, miembro del Partido Liberal Colombiano.
Fue actor importante y figura protagónica de la violencia bipartidista del siglo XX en Colombia y en su región, y una fuerza influyente en la política boyacense que, para aquel entonces, era el epicentro económico y comercial de Colombia.

## Biografía
En 1910, fue nombrado por el presidente conservador Carlos Eugenio Restrepo (con quien más adelante establecería un parentesco a través del matrimonio de su hijo Eduardo con Marta Restrepo Zapata), como Administrador de Hacienda de Boyacá.  En 1916 fue comisionado como gerente de la sociedad "Rivadeneira & Co.", empresa  que se dedicaba a la explotación de minas de asfalto en todo el territorio nacional. Por medio de Hermófilo, la familia Rivadeneira fue recurrentemente Representante de Boyacá ante el Gobierno Central.

### Alcalde de Tunja (1938-1939)
Alberto Rivadeneira era integrante del Partido Liberal Colombiano, pero con lazos familiares y cercanas amistades con partidarios conservadores. La familia de su esposa María, los Luque, eran integrantes del Partido Conservador Colombiano. De igual forma, algunos de sus hijos se casaron con familias políticas conservadoras. 
En 1939 Alberto Rivadeneira tuvo que abandonar Tunja como resultado de la violencia bipartidista. Tradicionalmente, los alcaldes vivían en la Residencia de la Alcaldía que se encontraba en el segundo piso del Palacio Municipal ubicado en el Centro Histórico de Tunja, y a pesar de haber habitado en este y en la casa del Club Boyacá durante cortos periodos de tiempo en el marco de su alcaldía, Rivadeneira se vio sometido a vivir en una finca familiar a las afueras de Tunja por las amenazas de los conservadores que se encontraban en Tunja, hasta que su alcaldía se volvió insostenible y se trasladó a Bogotá tras radicar su renuncia a la Alcaldía Mayor de la capital departamental.

## Familia

### Ascendencia
Alberto era miembro de la aristocracia de Tunja, Boyacá, siendo sus padres Hermófilo Rivadeneira Quijano y su esposa María Luque Torres.
Su padre era uno de los comerciantes y terratenientes más importantes de la segunda mitad del siglo XIX e inicios del siglo XX en Colombia.
Su madre era una distinguida dama de una poderosa familia tradicional conservadora. La casa que hoy ocupa el Club Boyacá, en donde se hospedó el ejército libertador y, entre estos, el Libertador Simón Bolívar, ubicada en la Plaza de Bolívar de Tunja, fue propiedad de María Luque de Rivadeneira.
Originalmente, estuvo en posesión de los descendientes de la familia Holguín en los siglos XVI y XVII. Sin embargo, a finales del siglo XVII, fue adquirida por Andrés Francisco Gallo y Alarcón, quien fue su propietario hasta la tercera década del siglo XIX. Posteriormente pasó a manos de don Javier Tejada y su esposa doña Manuela Niño.
Después perteneció a don Antonio Barrera quien en 1872 se la vendió a Benito Luque García, padre de María Luque de Rivadeneira, quien la heredó y en donde vivió con su familia, entre estos su hijo Alberto, durante varios años, hasta venderla a los socios del club, quienes ocupan como su sede desde hace 75 años, por compra que hizo la entidad en 1942.